# 水無川 (神奈川県)
水無川（みずなしがわ）は、神奈川県秦野市を流れる金目川水系の二級河川である。なお、二級河川に指定されているのは戸川堰堤より下流の約7.5km部分で、上流部は普通河川である。

## 地理
神奈川県秦野市の北部に位置する丹沢山系の塔ノ岳に源を発し南流。秦野盆地の中央部で南東に向きを変え、秦野市河原町と秦野市室町の境界で室川に合流する。
かつての古水無川の流路は南方の中井町方面へ流れ、葛川水系の河川であったと考えられているが、4万年前頃に渋沢断層の活動によって大磯丘陵が隆起して秦野盆地が形成されるようになり、水無川の流路も現在のような東方への流れとなり金目川水系の河川になったとされている。

## 治水
古来より、平時の水無川は秦野盆地内ではその流れは伏流しており、表流水はほとんどなく名前の通りの“水無川”であった。しかし、一度大雨が降ると土石を多く含んだ氾濫を起こし、流路の定まっていないことから土地人家を流す水害が多く、沿岸は土地利用に適さない放棄地となっていた。流域は明治時代に入って一時官有地となるが、1908年（明治41年）に官有地を払下げて周辺町村の土地として回復し、川幅約55m（30間）と定めて堤防を築くと共に、沿岸を開拓した。工事にはセメントと石材を使い、江戸時代の工法を元に考案されたもので、当時の秦野町長の名をとって大野式と呼ばれた。
1923年（大正12年）の関東大震災では丹沢山表面の20%にあたる約6,000haもの表層が崩壊したとされ、加えて1930年（昭和5年）の豆相地震（北伊豆地震）にも山崩れが発生、降雨で洪水を起こすたびに礫や土砂が水無川の中下流域で氾濫し、所によっては川幅が200m程まで拡がっていた。
1932年（昭和7年）に上流部に砂防設備として猿渡堰堤と山ノ神堰堤を内務省直轄事業として竣工（1938年（昭和13年）以降の砂防事業は神奈川県に引き継がれる）。1940年（昭和15年）10月から1954年（昭和29年）3月にかけて、途中太平洋戦争によるセメント等の資源不足があり中断を挟みつつも、上流部の砂防工事と下流部の流路工を大きく三期に分けて実施し、川幅36mと定めた。
1940年度（昭和15年度）から1943年度（昭和18年度）の第一期工事では、戸川堰堤の最初の築堤と、そこから下流2kmの流路工と河床整理工として幅20m深さ1.5mの掘削を行った。これは流路・河心を安定させるための仮工事でもあった。1946年度（昭和21年度）から1949年度（昭和24年度）の第二期工事は戦後間もない頃であり、食糧増産への寄与が高い下流の秦野町付近1kmの間に高さ2mの堰堤を7基施工する床固工とした。元々急勾配であった流路を階段状にして河川勾配を緩め、乱流を防止した。1950年度（昭和25年度）から1953年度（昭和28年度）の第三期工事では、工事区間3.5km床固工21基をコンクリート施工した。戸川堰堤は上流側から流れ下る土砂を全て受け止める重力式堰堤として1941年（昭和16年）に竣工し、更に1950年（昭和25年）に嵩上げする工事が成され、現在の幅189m高さ8m・幅171m高さ5mの二段構成が完成した。これらの工事により、沿岸に約100haの土地が農耕等に利用できるようになり、麦畑や果樹園、住宅地として利用され、戦後における事業目的の一つでもあった食糧増産に寄与した。一連の工事費は1億3000万円余り。
1993年（平成5年）には、1978年（昭和53年）に開始した水無瀬橋から桜橋までの砂防環境整備事業の第一期区間の整備が完成。1994年（平成6年）5月5日に工事の完成記念式典が挙行された。現在では流路は安定し、河川氾濫の危険性が比較的低い河川となっている。

## 環境

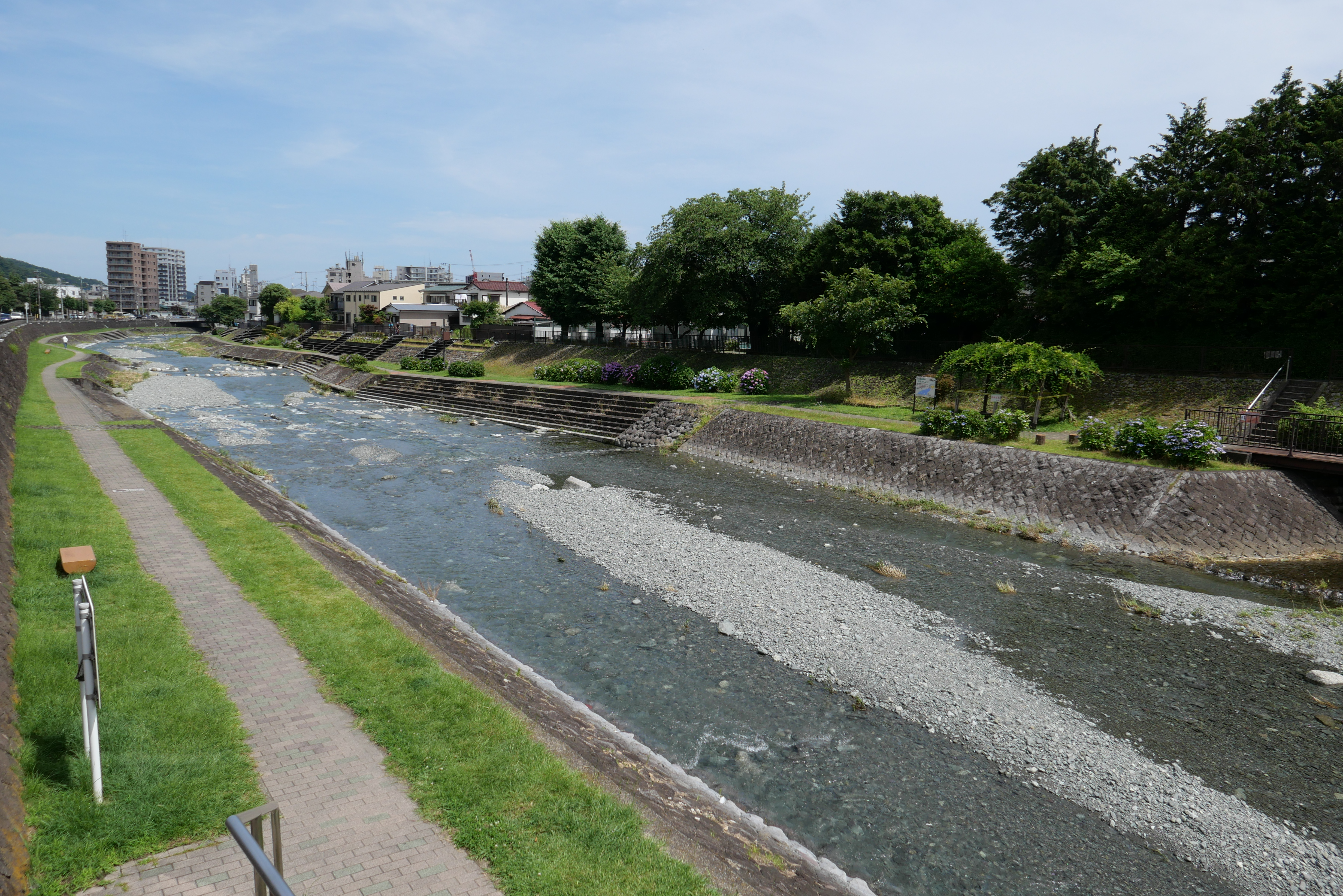
秦野市役所前から見る水無川の流れ、2024年6月撮影

### 水質問題
秦野市に下水道が整備される前は水無川に家庭の生活排水が流入していた。特に水無瀬橋より下流の地域では市内の人口が急増した1970年代に合成洗剤を原因とした泡が目立ち、市民の間でも河川汚濁への関心が高まっていた。1970年代の秦野市の報告書では中下流域の水量の6割が家庭・工場・畜産排水等とされ、汚染負荷の8割が家庭排水であると報告されている。住民運動として合成洗剤の使用減や廃油の回収などの取り組みが推進されるが、根本解決のためには公共下水道の整備が不可欠であると考えられていた。
秦野市の下水道事業は1974年（昭和49年）に認可を受け1981年（昭和56年）から下水処理施設の稼働が始まるが、他の自治体と比較するとその整備は遅れていた。河川水質の環境基準であるBODの値は基準値2.0mg/L以下のところ、1983年（昭和58年）の水無川は10.5mg/Lと大きく上回っていた。その後は順次下水道が普及率が高まったことで水質が改善し、2002年（平成14年）にはBODが基準値を下回るようになり、2022年度（令和4年度）の年間平均値は0.8mg/Lと基準値内で安定している。

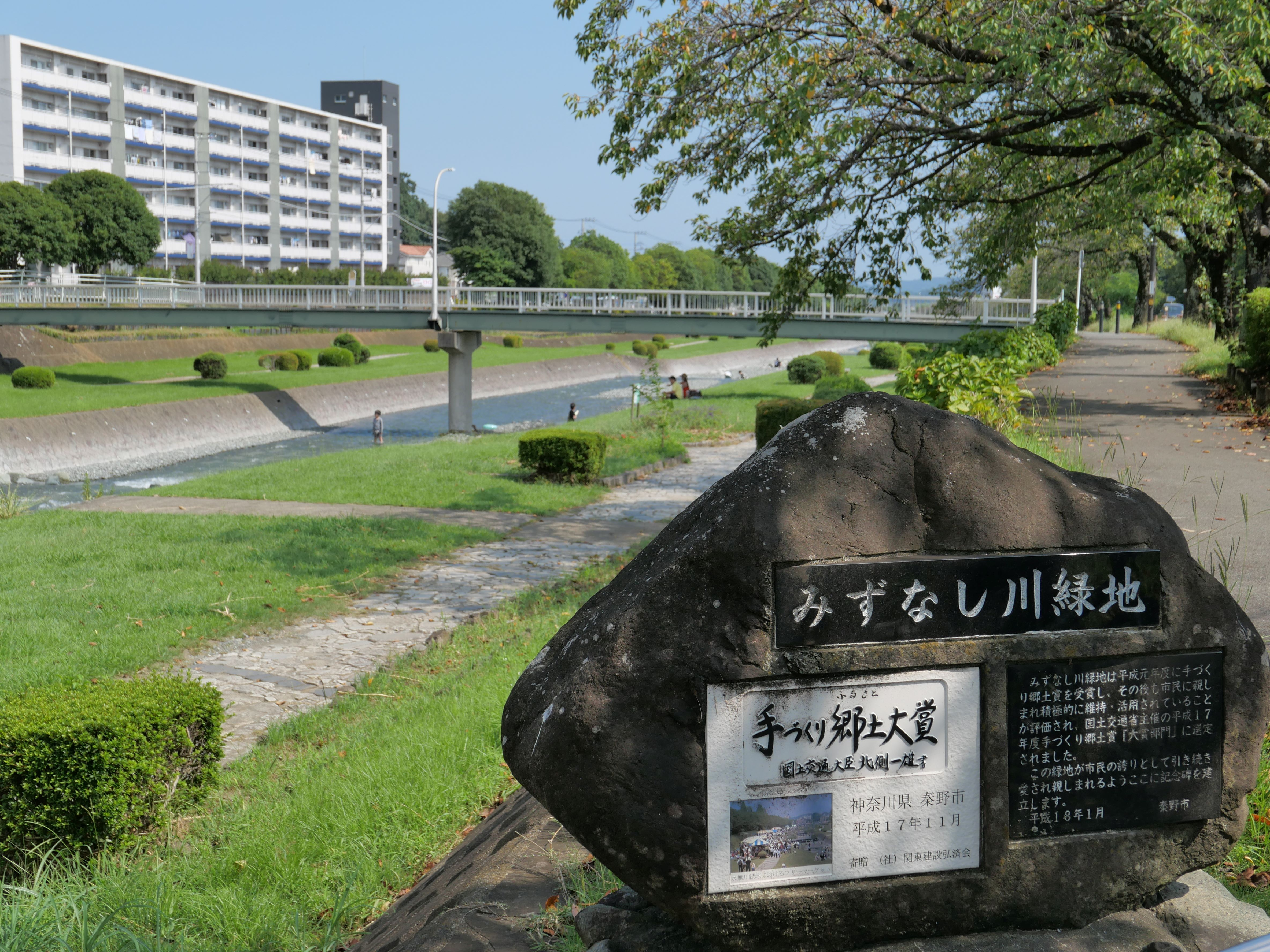
「みずなし川緑地」カルチャーパーク前石碑2024年9月撮影

### 緑化・公園整備
上流の平和橋から下流の常盤橋までの河川敷が「みずなし川緑地」として整備され市民に親しまれている。「水無川緑地」は1989年度（平成元年度）国土交通省手づくり郷土賞（生活の中にいきる水辺）受賞。2005年度（平成17年度）には同賞大賞受賞。
上流部には県立秦野戸川公園が整備されており、表丹沢登山の玄関口として賑わっている。

## 地域とのつながり

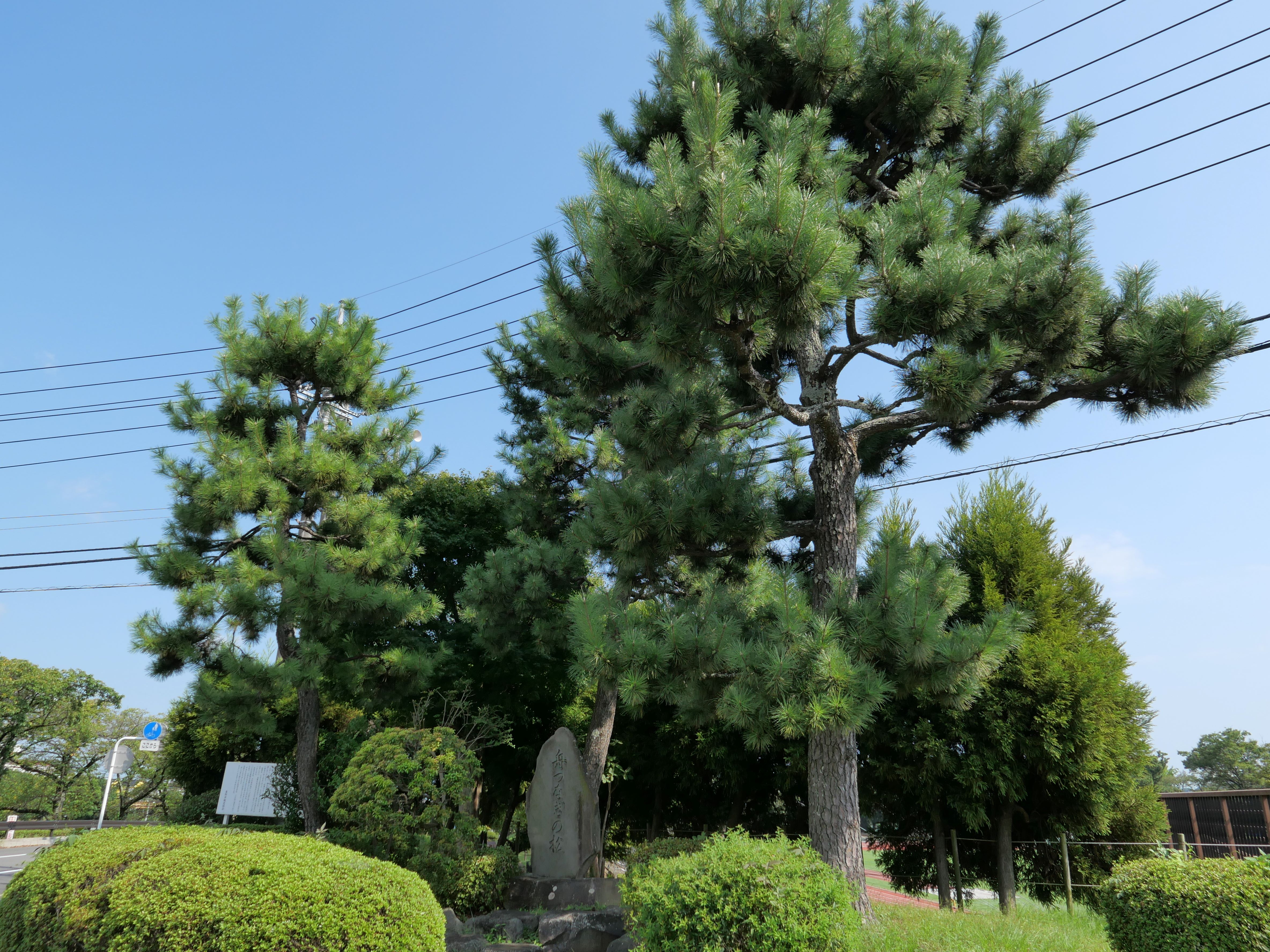
「舟つなぎの松」水無瀬橋とカルチャーパーク付近

### 弘法伝説
水無川に水が流れなくなった由来が伝説として地域に伝わっている。伝説によると、かつて水無川には水が満々とたたえて流れており、対岸に渡るための舟があった。ある日、弘法大師が渡し場を訪れて船頭に舟に乗せてもらうよう頼んだところ、船頭は弘法の身なりの貧しさを見るや断ったという。そのような船頭に見かねた弘法は、その力で川の水を干上がらせてしまい、対岸へ歩いて渡れるようになった。こうして普段から水の流れの少ない今のような水無川になったという。その時に舟がつながれていたと言い伝わる舟つなぎの松が、現在でも水無瀬橋の右岸側・カルチャーパーク陸上競技場の角にある。伝説は資料によって、舟に乗ろうとしたのが父親が重い病気をしている若者であったり、水を干上がらせる時に呪文を唱えたり杖でかき混ぜたり、すぐにではなく二十日かけて水が引いたりと、細部が異なる。

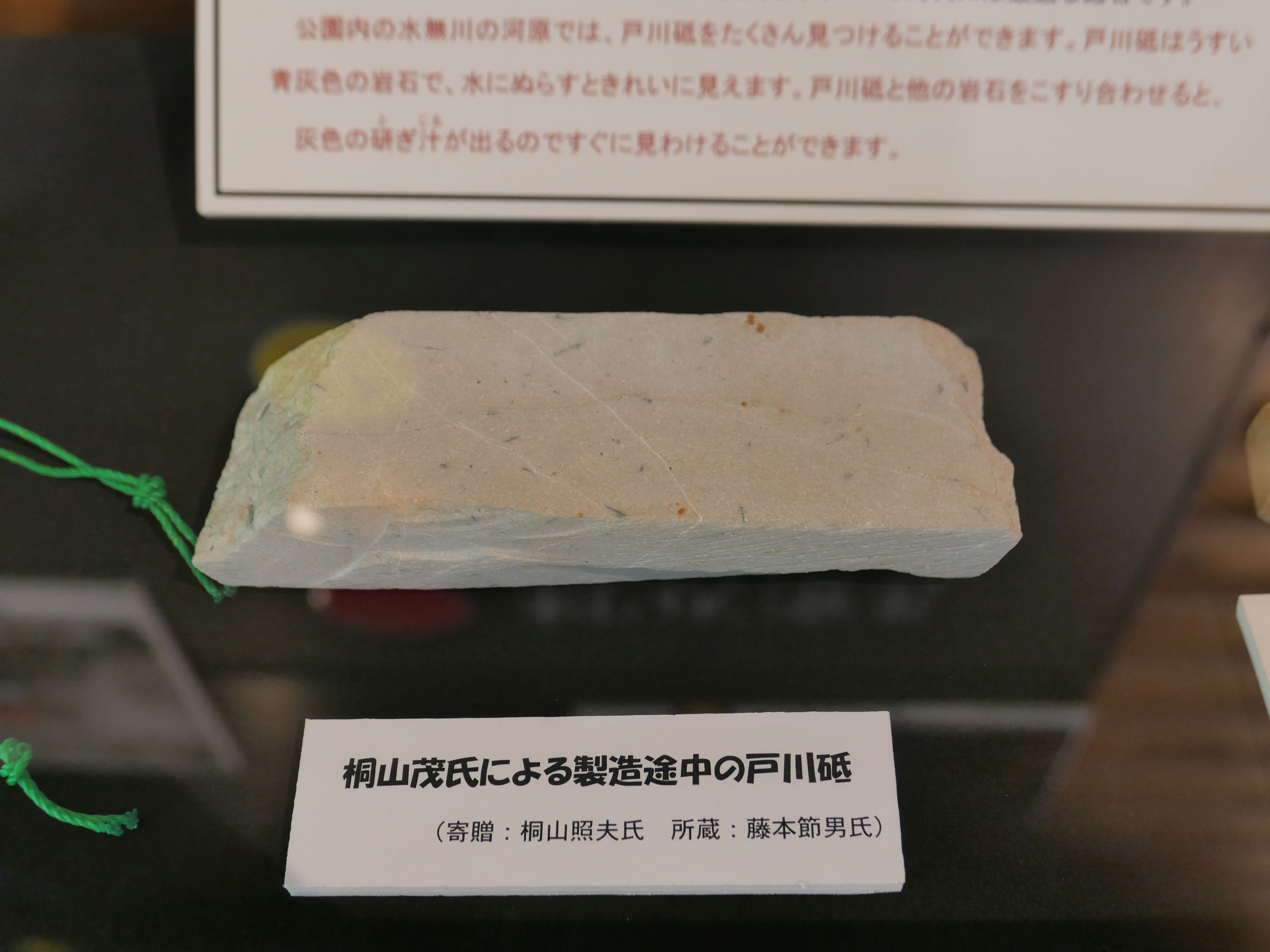
製造途中の戸川砥、戸川公園ビジターセンター展示品

### 戸川砥
かつて上流の木ノ又大日沢やセドノ沢付近では秦野産の砥石として知られた戸川砥が1972年（昭和47年）まで採石されていた。秦野地域のほか、近隣の山北町や二宮町、松田町、小田原市などに流通し、古くは1600年代半ばの文献にもその存在が記されている。岩石としては流紋岩が熱水によって変質したものとされ、薄い青灰色である。風化した地質であるため坑道は掘られず、露天掘りのように地表から近い場所から採石された。その礫は下流にも流れ下っており、中流の左岸側にある戸川という地名はこの川の別称「砥川」の転じたものとされる。

### その他
秦野市千村出身の文人谷鼎の歌集「伏流」の名はこの川に由来する。
かつて今泉村と尾尻村では天谷川と呼んでいた。

## 支流
源流部の沢には登山や沢登りで多くの人々が訪れる。水無川水系にある沢はガレが多く相当程度のクライミング力を要する箇所もある。秦野市では主な沢の滝にフォールナンバーを付けており看板を設置している。
- 水無川本谷（日本百名谷[29]）
- 源治郎沢[28]
- セドノ沢[28]
- 新茅ノ沢[28]
- モミソ沢[28]
- 前大沢[28]
- ヒゴノ沢[28]
- ソグラ沢[28]
- 流レノ沢[28]
- 戸沢[28]
- 沖ノ源次郎沢[28]
- 木ノ又大日沢[28]
- 金冷シ沢[28]

## 砂防堰堤

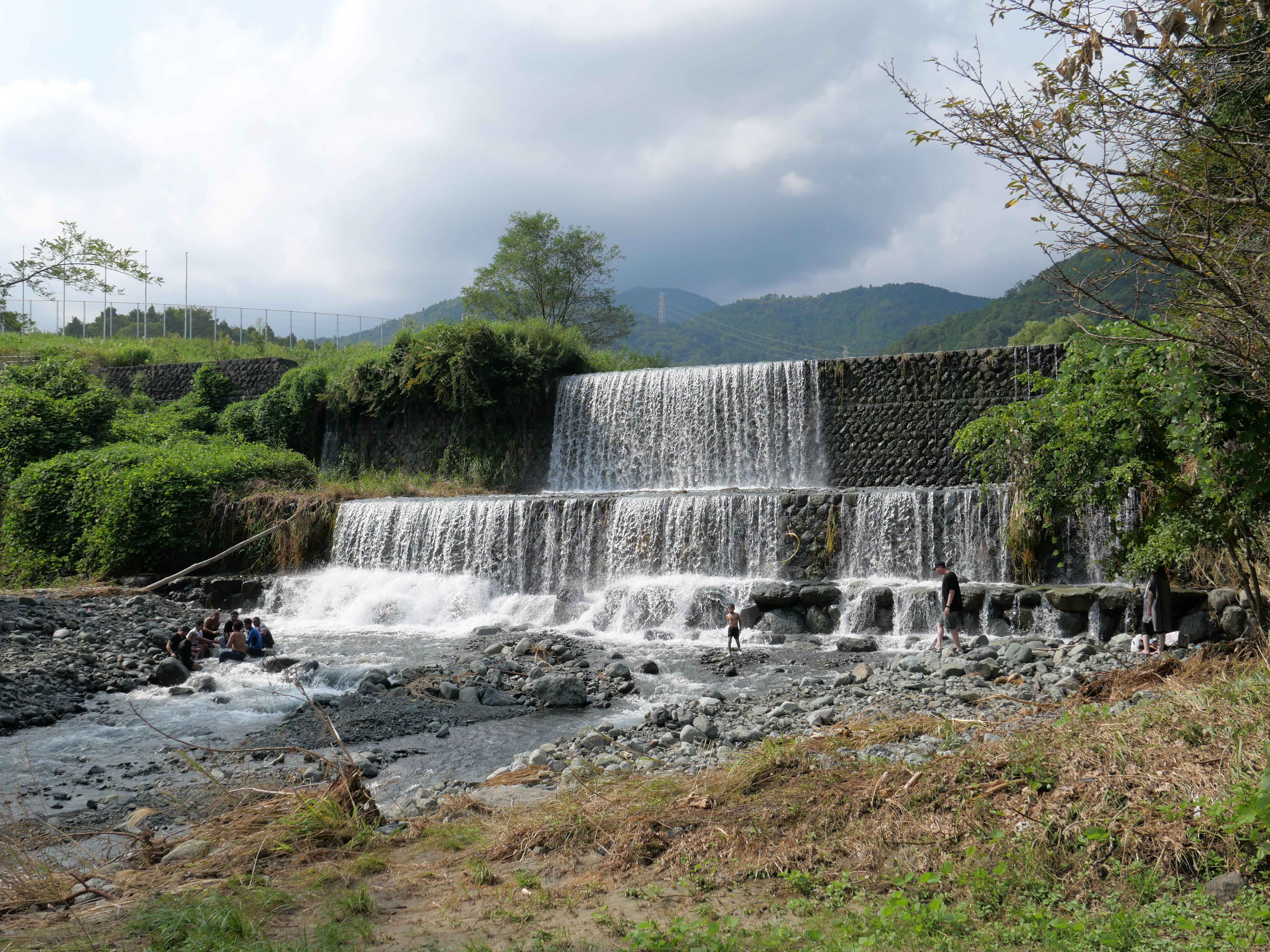
戸川堰堤、2024年9月撮影

水無川上流部には多数の砂防堰堤（砂防ダム）がある。
- 行者堰堤
- 第1号石堰堤
- 大倉堰堤
- 大門堰堤
- 猿渡堰堤 - 2003年（平成15年）に国の登録有形文化財に登録[31]
- 山ノ神堰堤 - 2003年（平成15年）に国の登録有形文化財に登録[32]
- 戸川堰堤 - 2003年（平成15年）に国の登録有形文化財に登録[33]
  - 第3号石堰堤（上流側）
  - 第2号石堰堤（下流側）

## 橋梁

### まほろば大橋

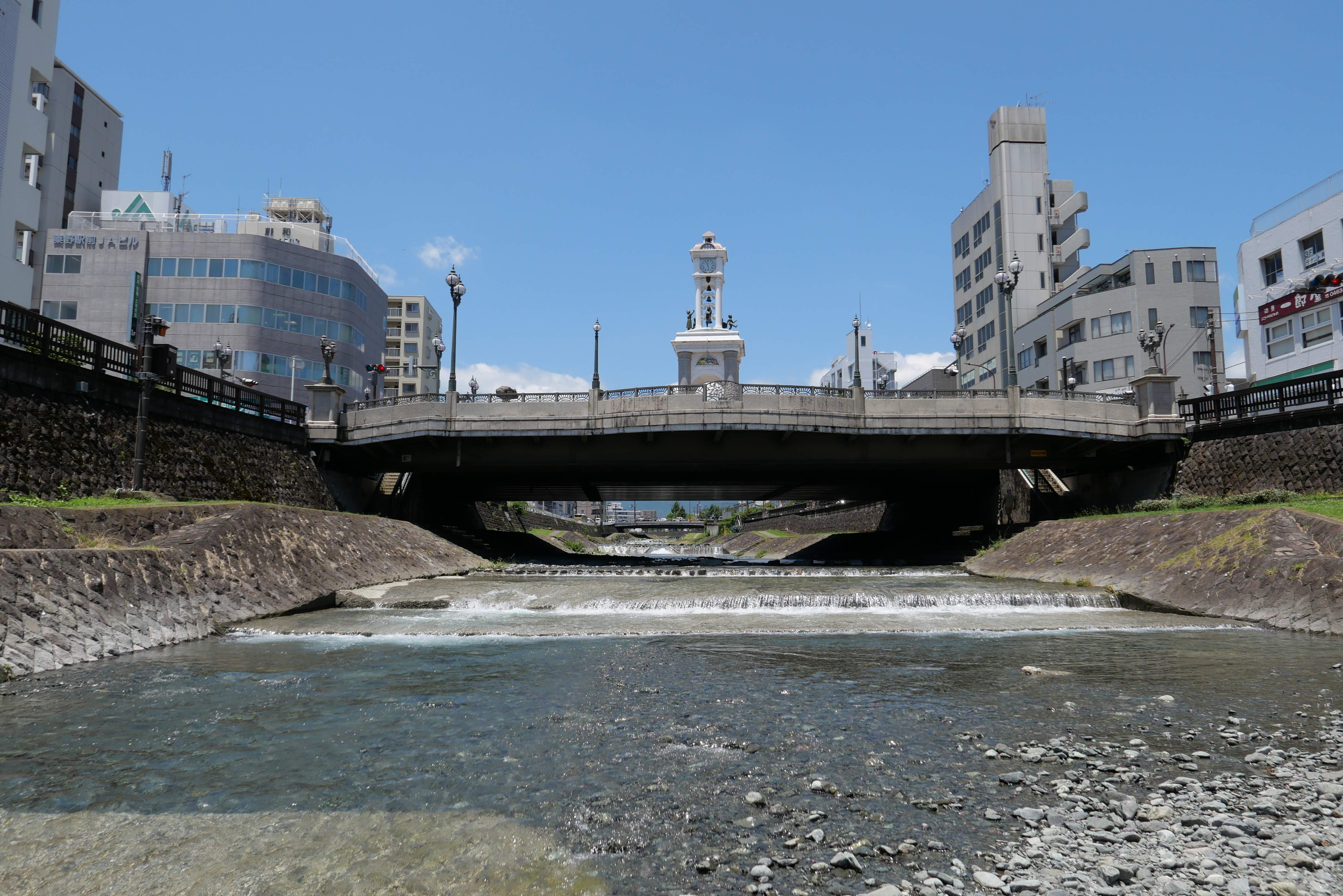
下流側から見上げたまほろば大橋

小田急小田原線秦野駅北口を出てすぐの場所に位置し、駅と水無川対岸にある中心市街地との往来を担う橋。かながわの橋100選に選定されている。1989年（平成元年）に竣工した。10m幅の車道と25m幅の歩道からなり、下流側の歩道は広場をなすように広く設計され、中央に高さ10mの時計塔がある。四隅の親柱にはガス灯が灯る。1990年度（平成2年度）、「秦野駅前歩行者専用道」として国土交通省手作り郷土賞（街灯のある街角）を受賞した。
かつて、同じ場所には1931年（昭和6年）竣工の昭和橋が架けられていたが、老朽化や駅利用者の増加とモータリゼーションに伴う車両の混雑を背景とした秦野駅北口の整備事業の一部として架け替えられた。

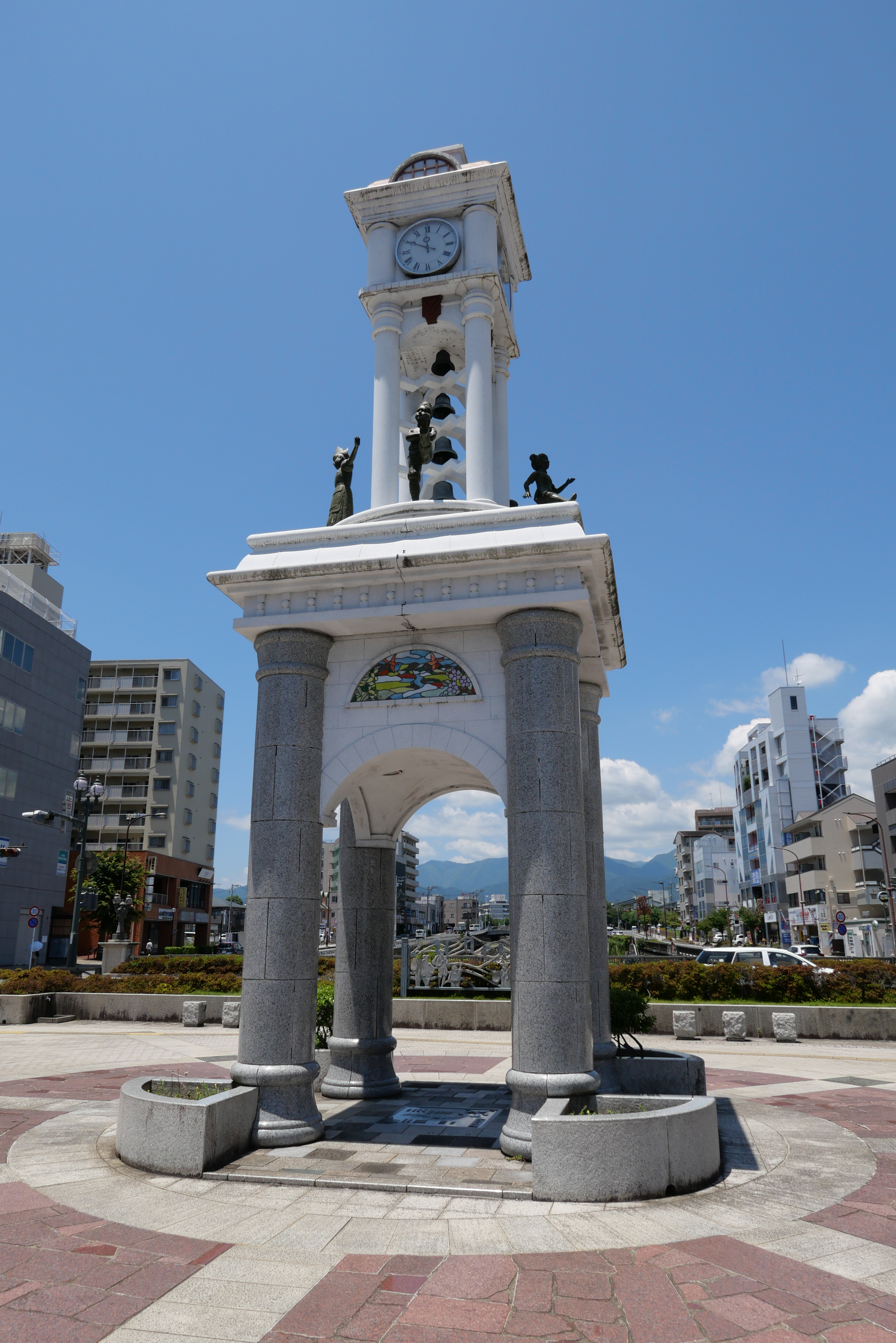
まほろば大橋の時計塔
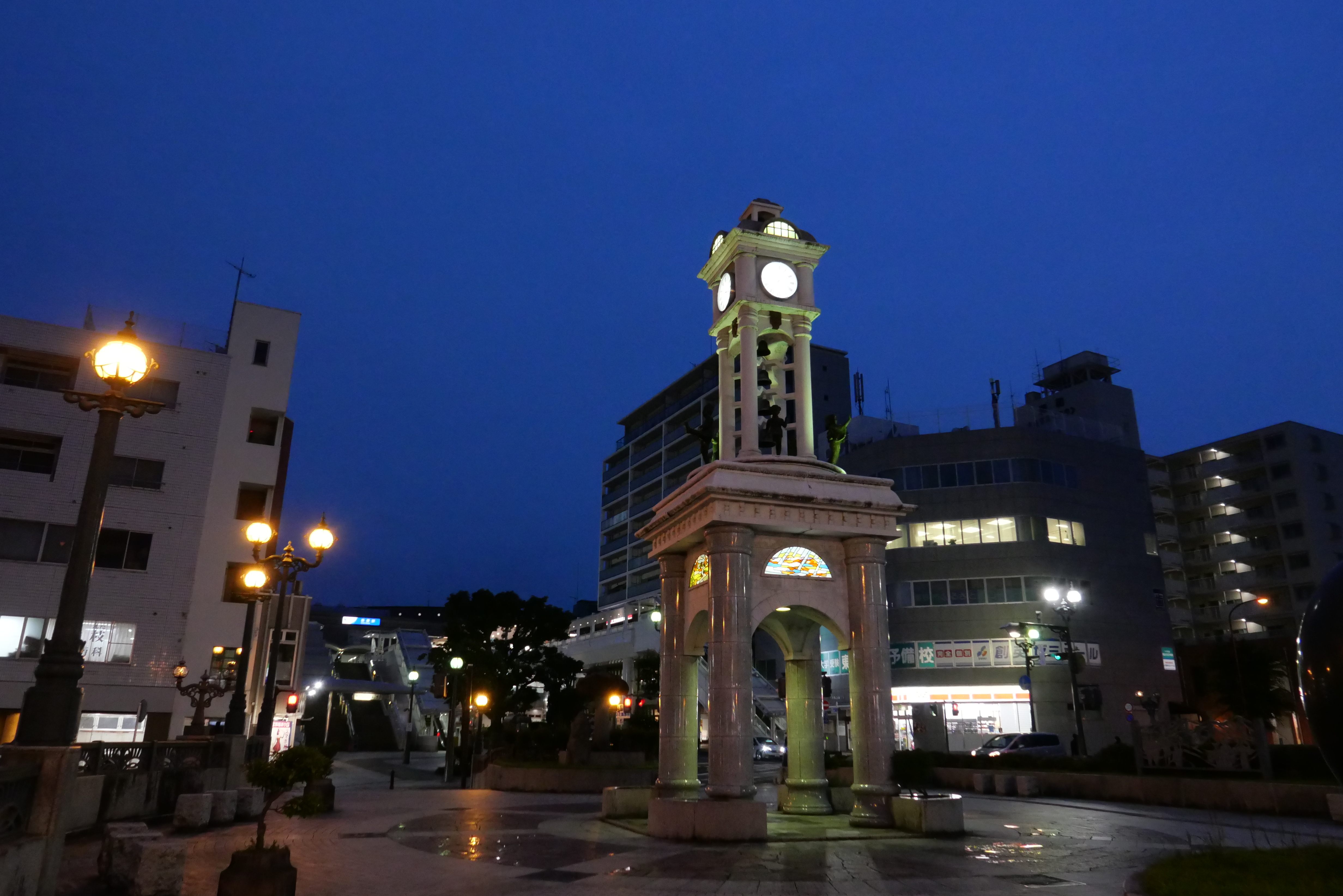
夜のまほろば大橋時計塔と秦野駅
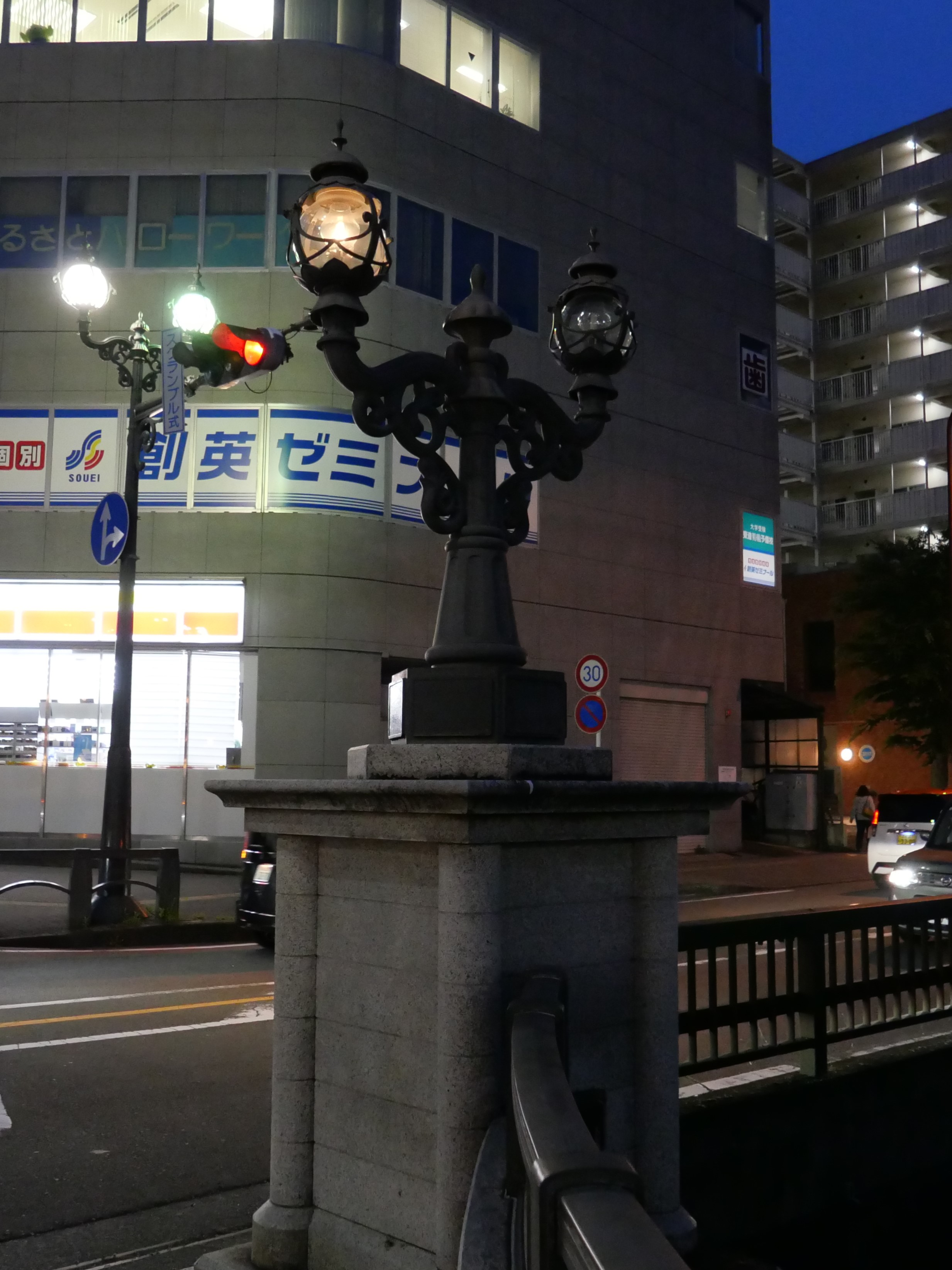
まほろば大橋の四隅の親柱にあるガス灯（右岸上流側）

### 橋梁一覧
上流から

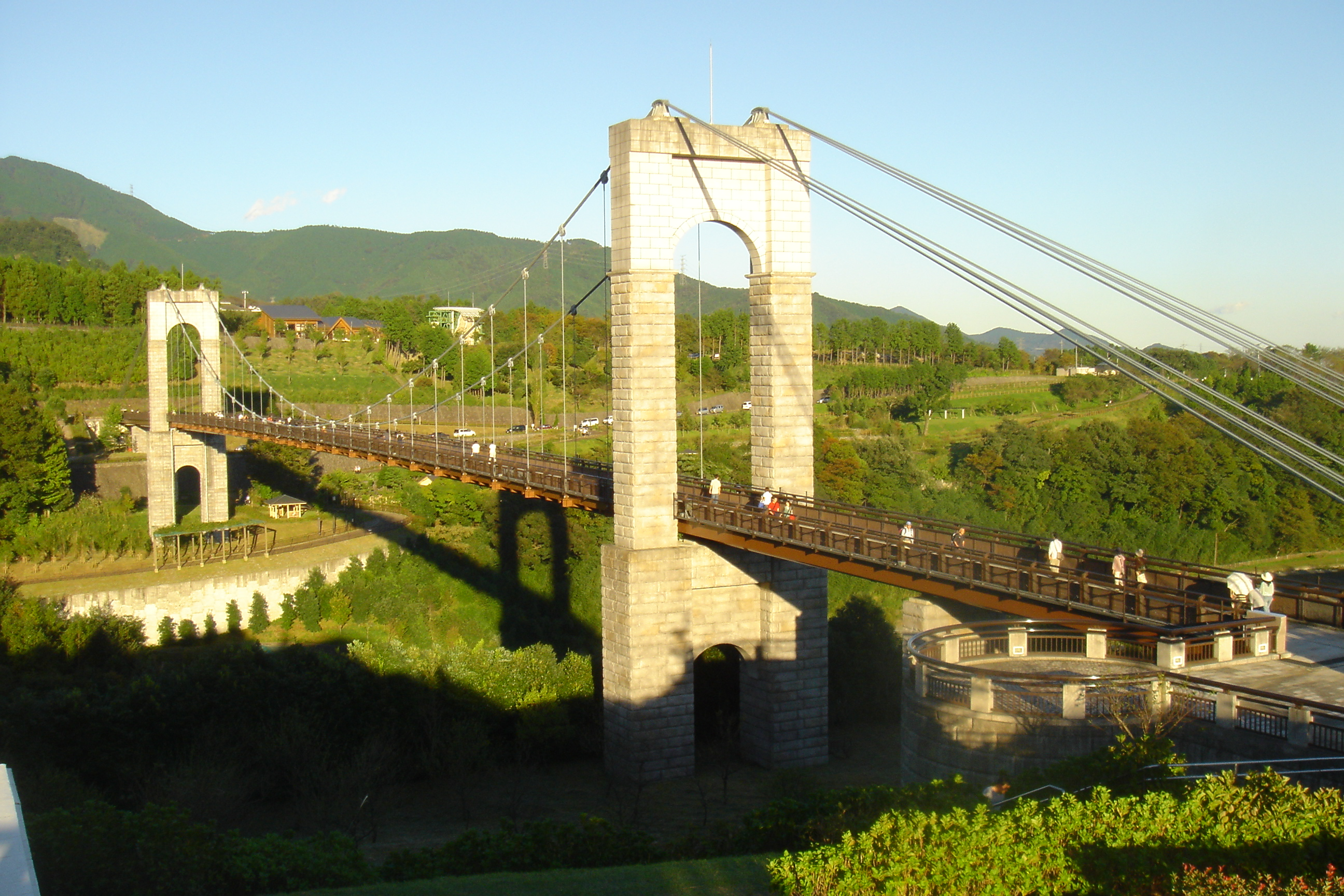
風の吊り橋。(神奈川県立秦野戸川公園内）
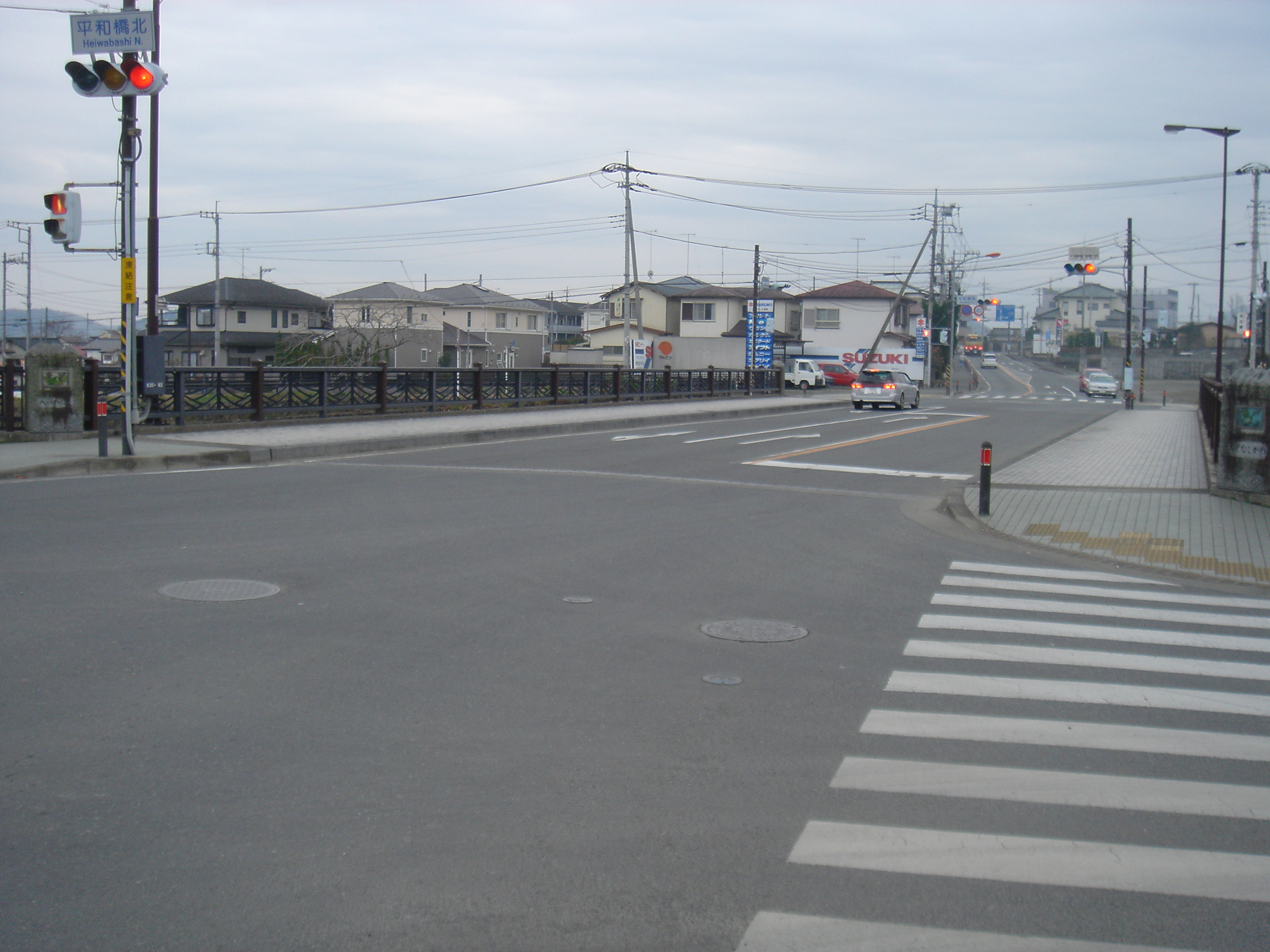
平和橋(県道705号)
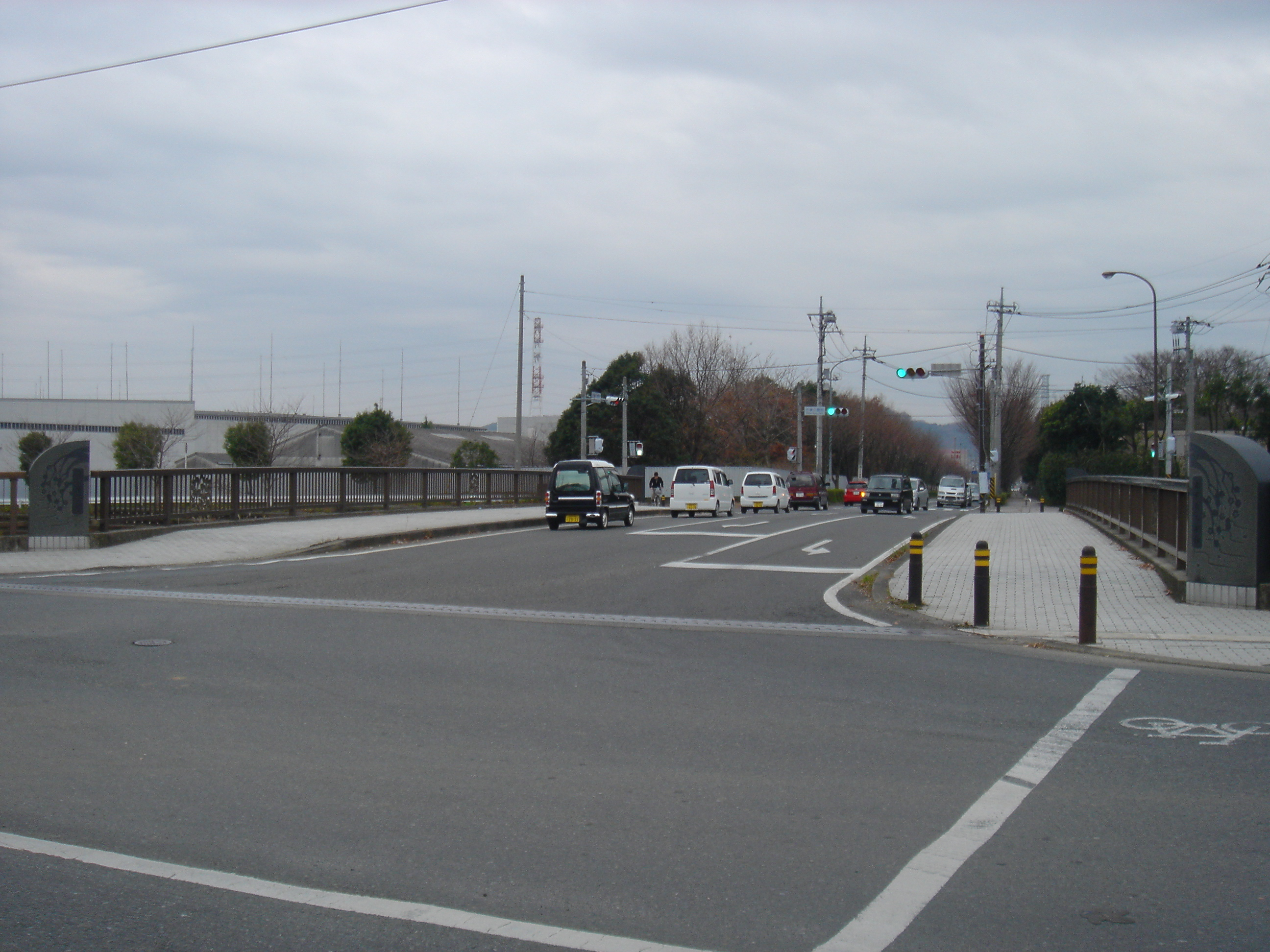
堀戸大橋
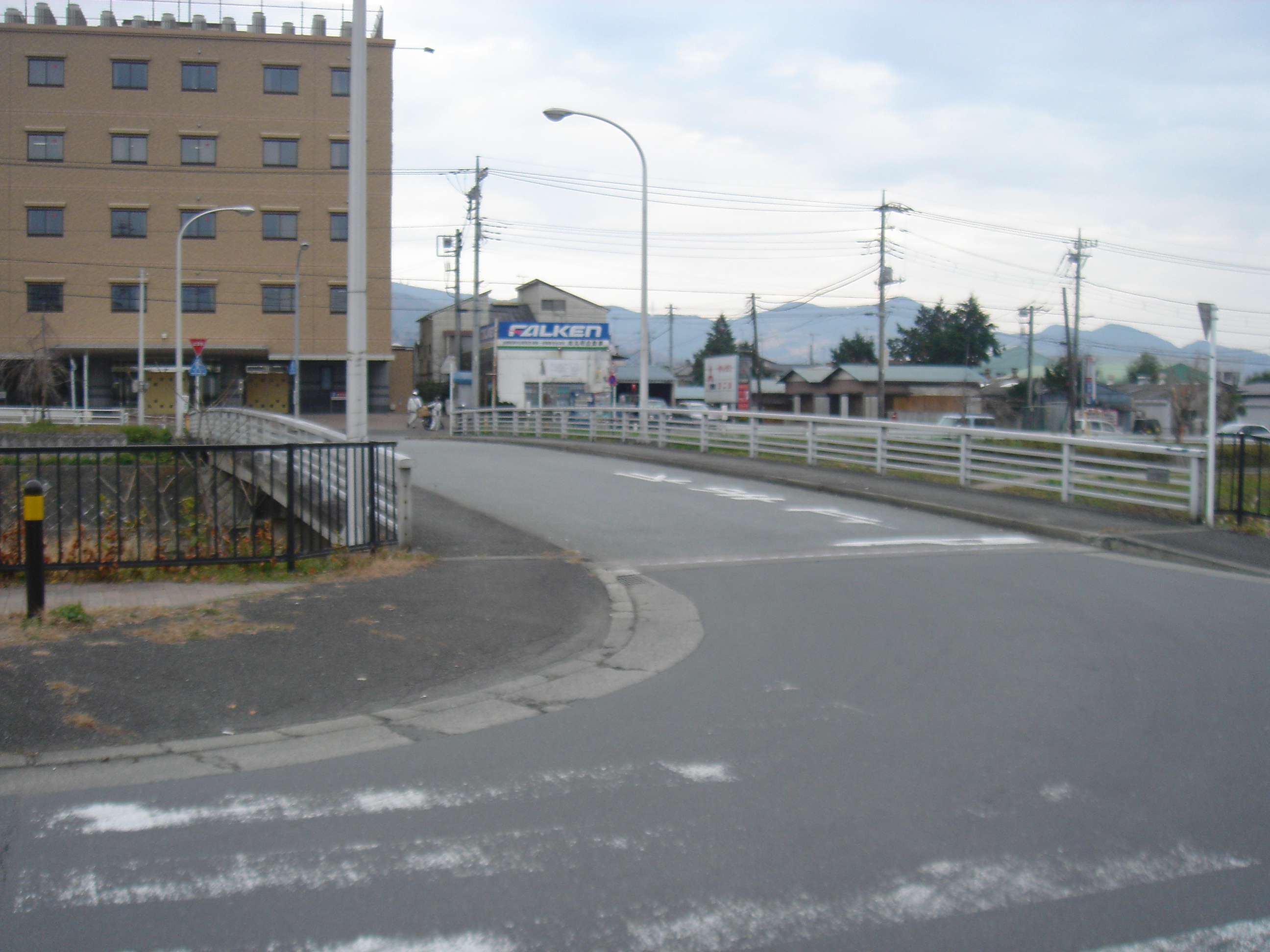
塚原橋
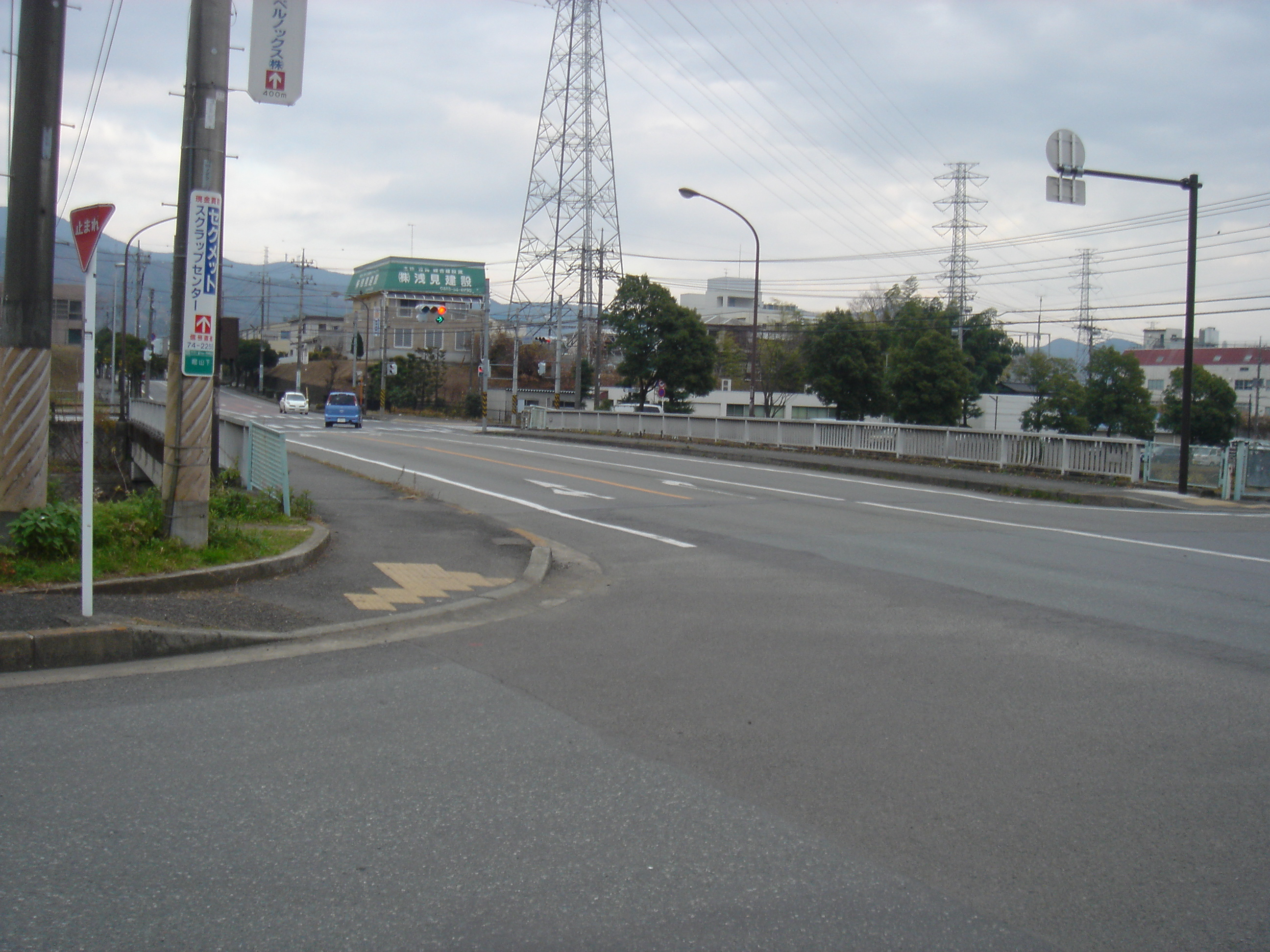
水無瀬橋
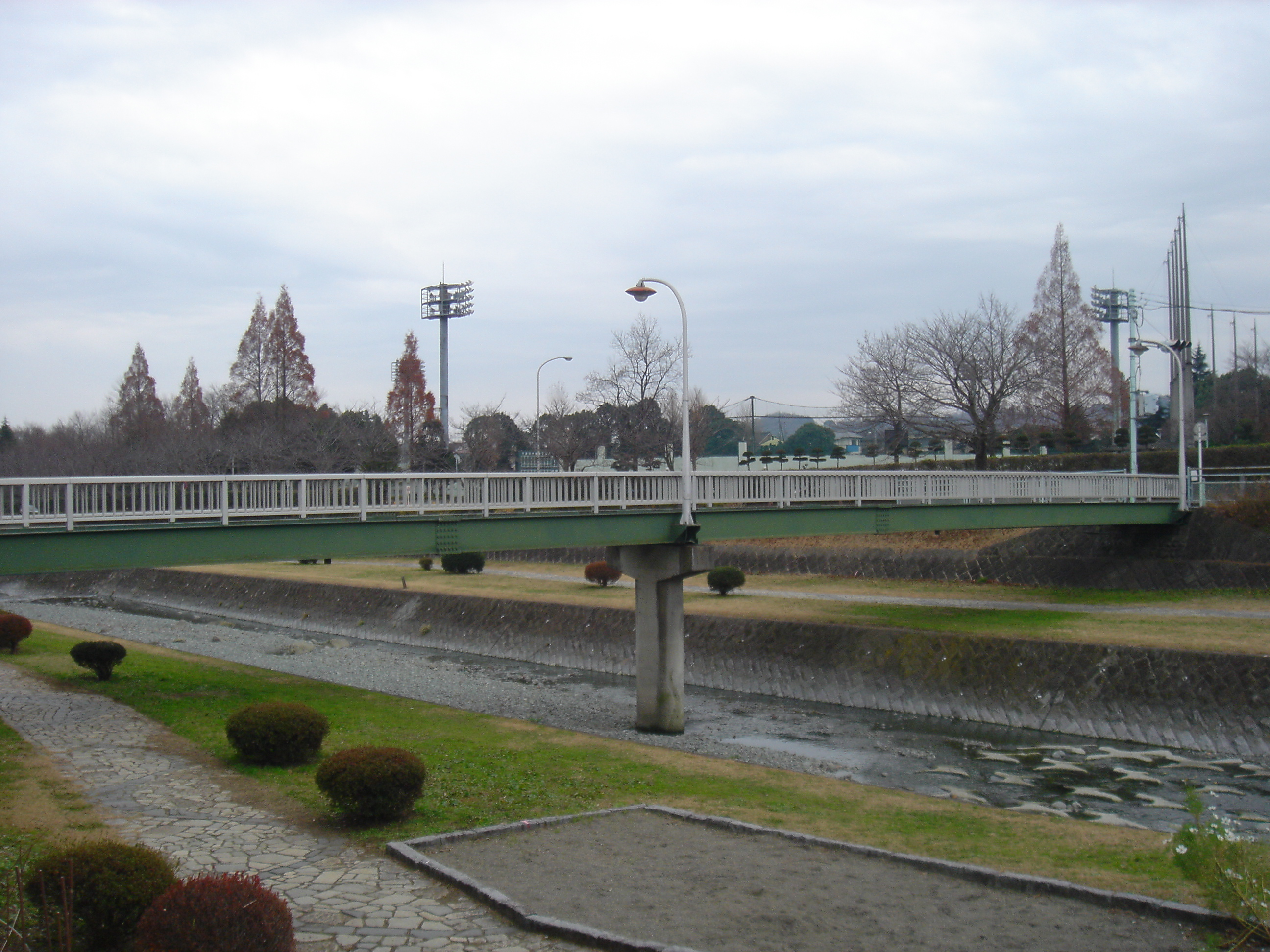
運動公園人道橋
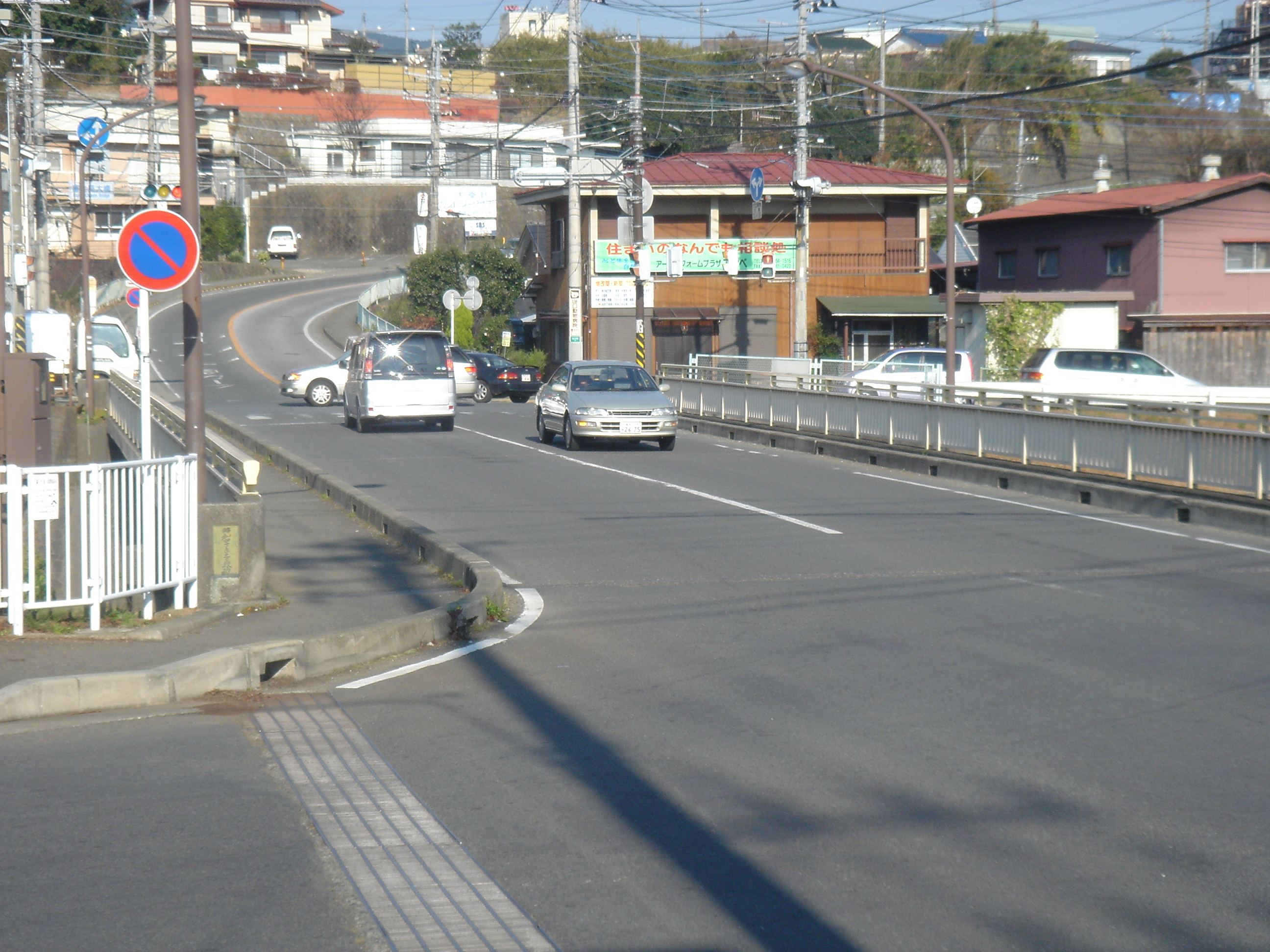
富士見大橋
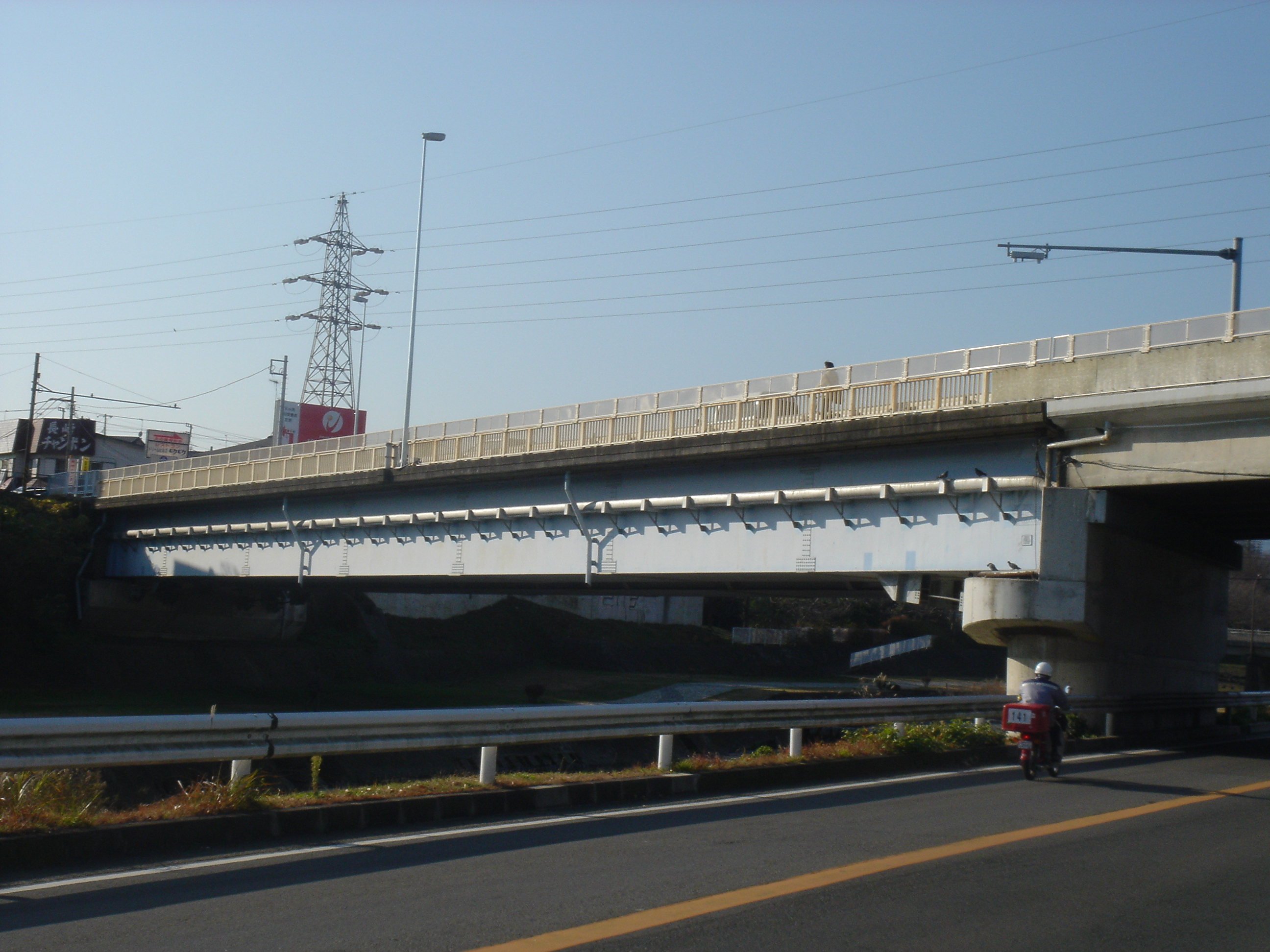
秦野大橋(国道246号線）
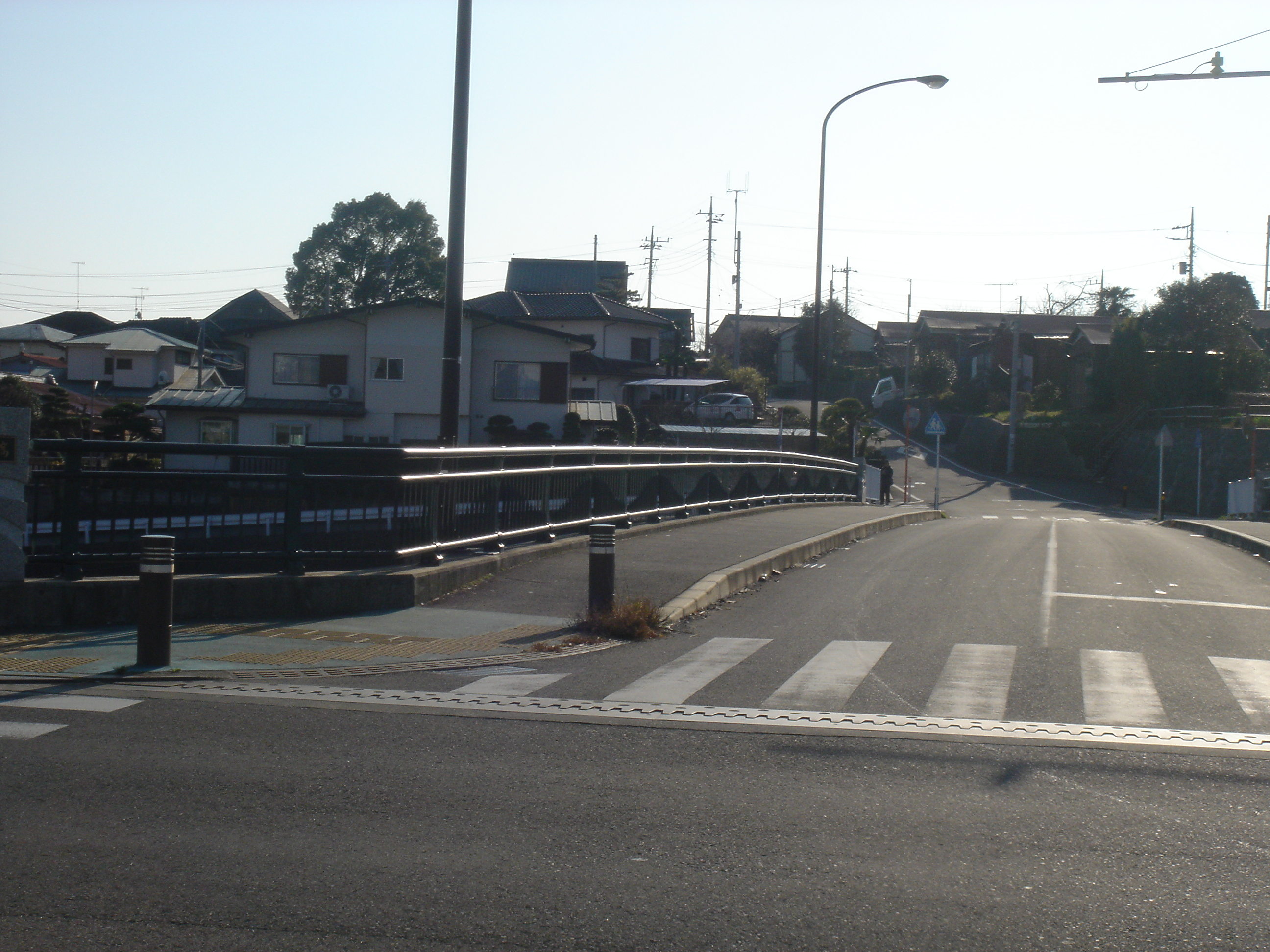
緑風橋
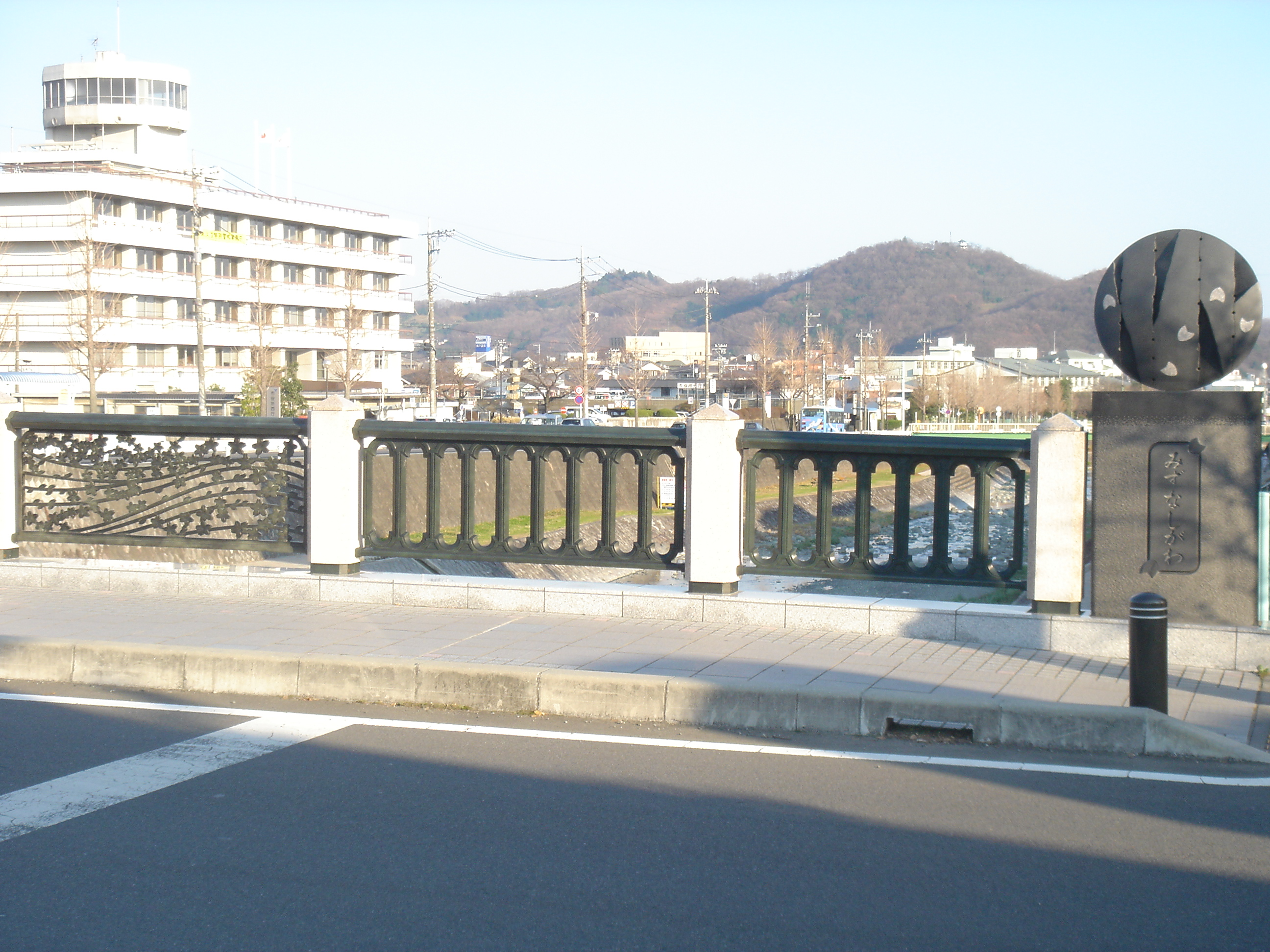
桜橋
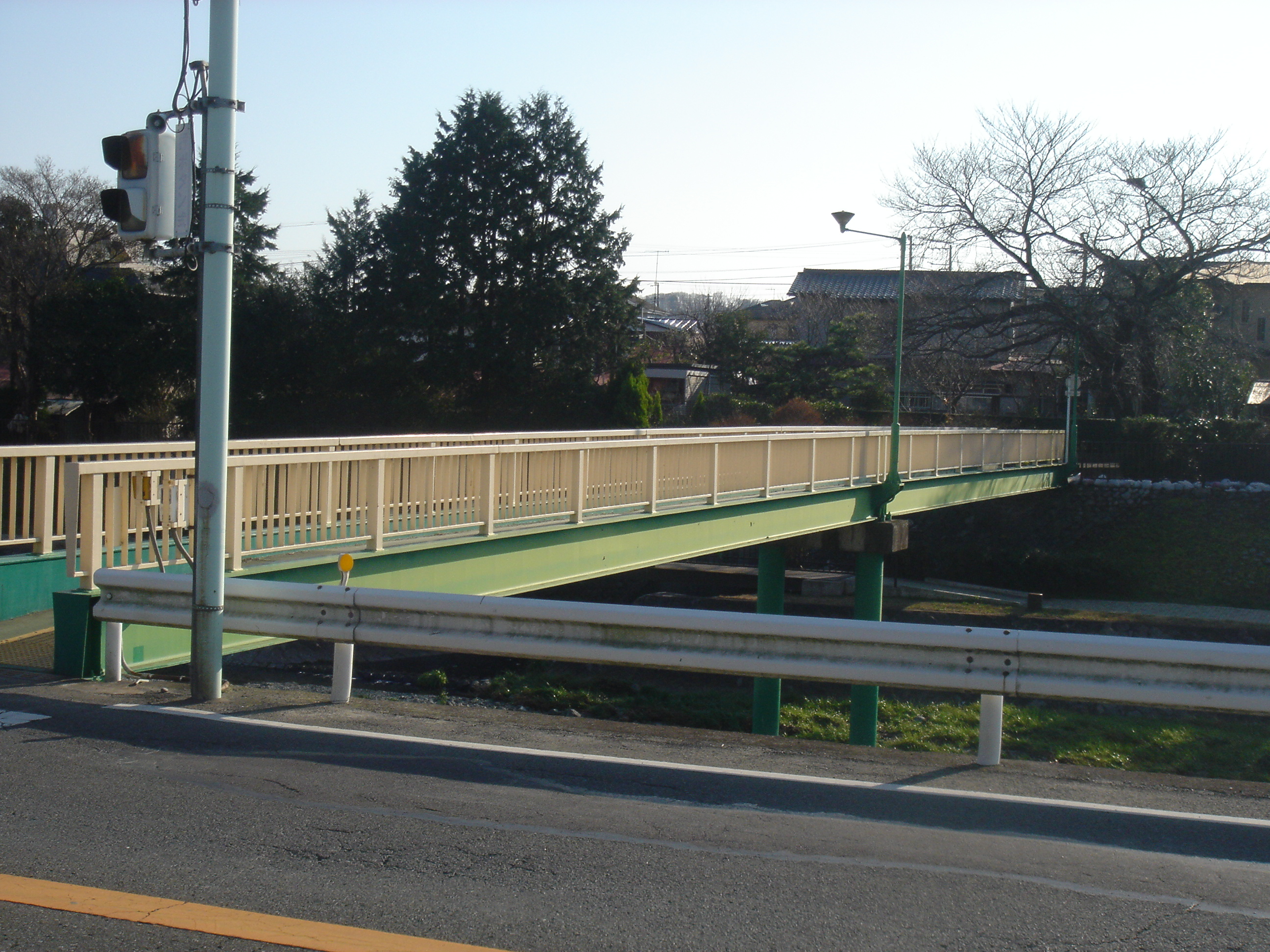
秦野市役所前の「庁舎前人道橋」
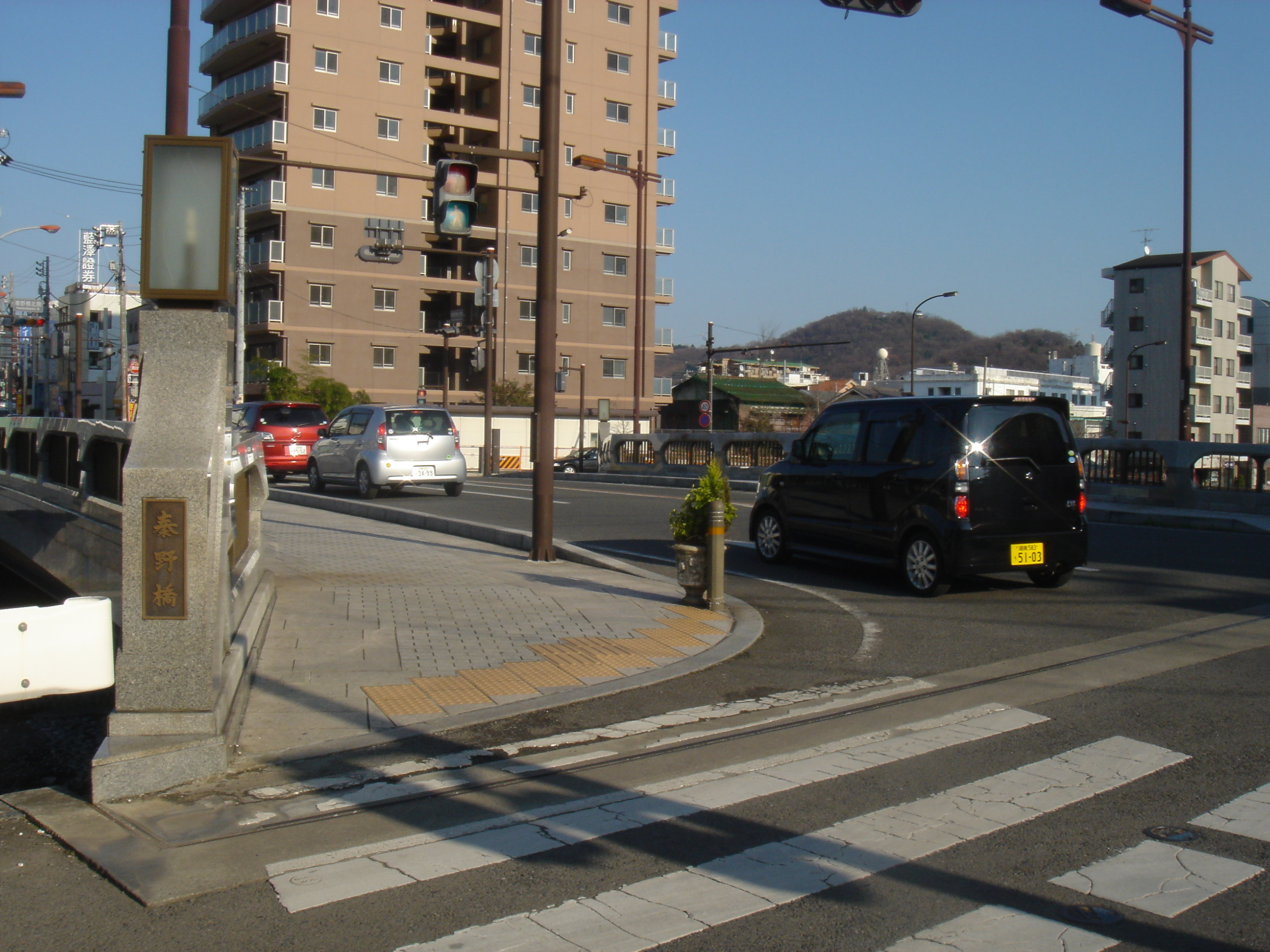
秦野橋(大川橋は通称、県道704号)
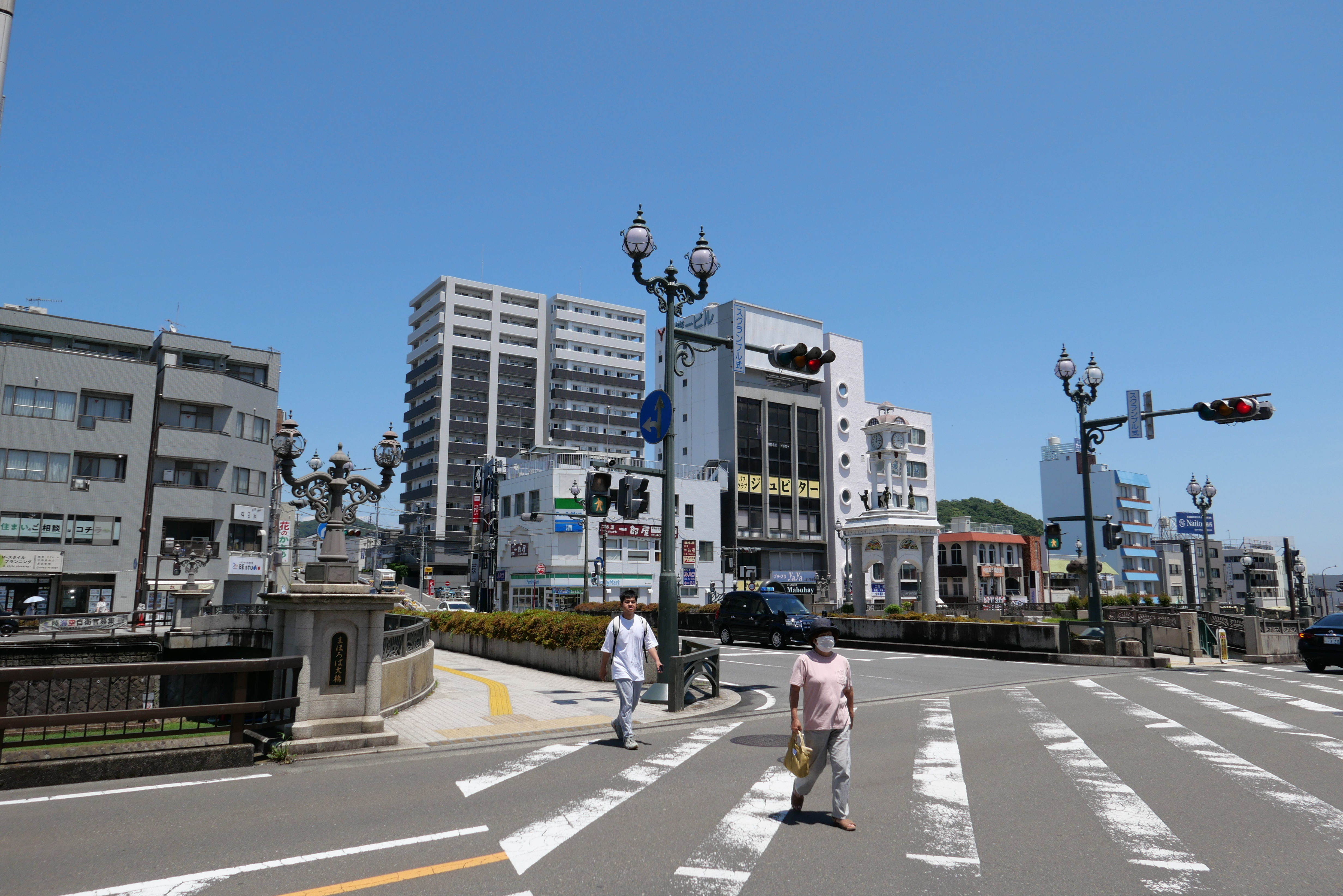
まほろば大橋(県道705号)
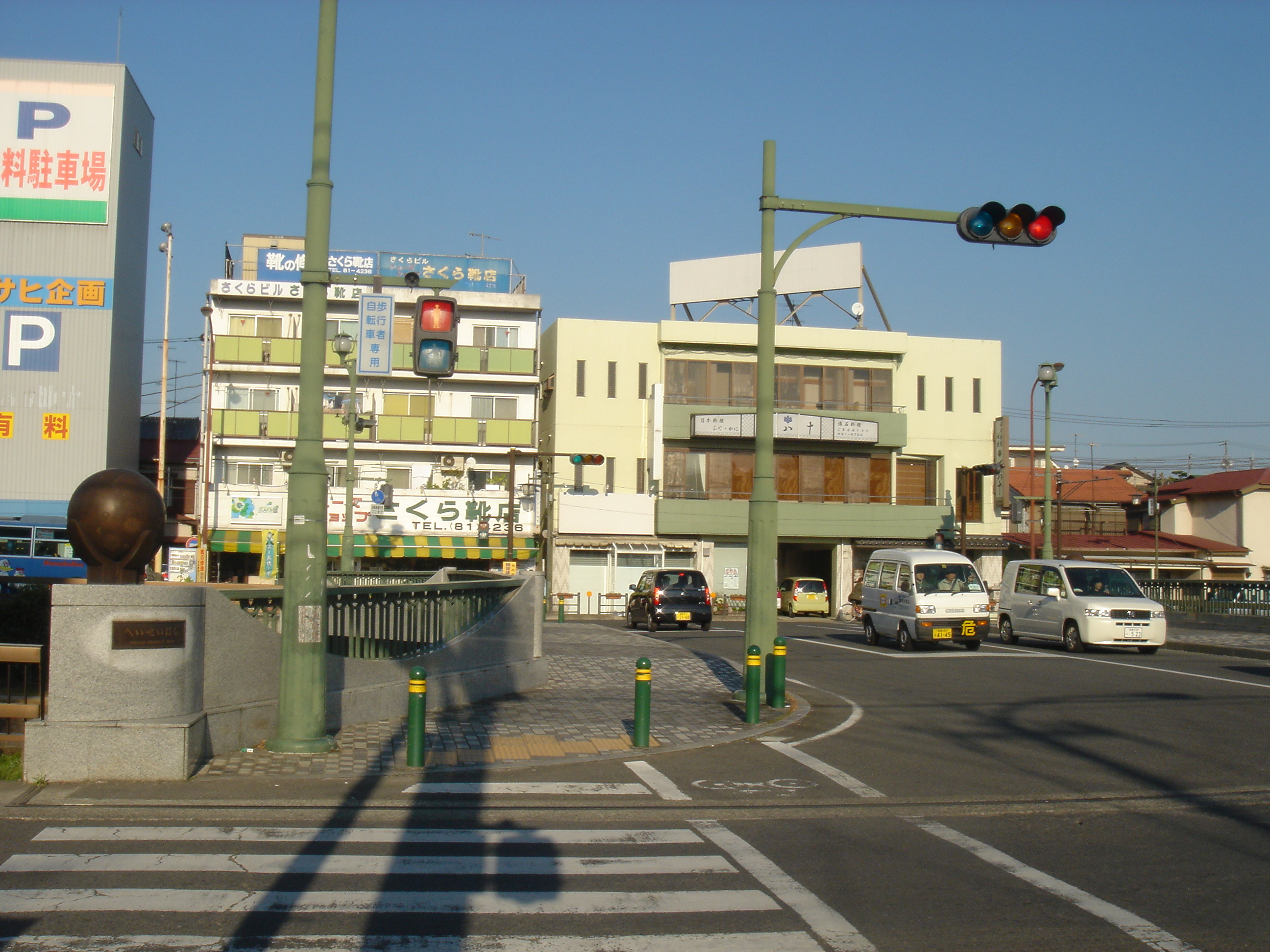
平成橋
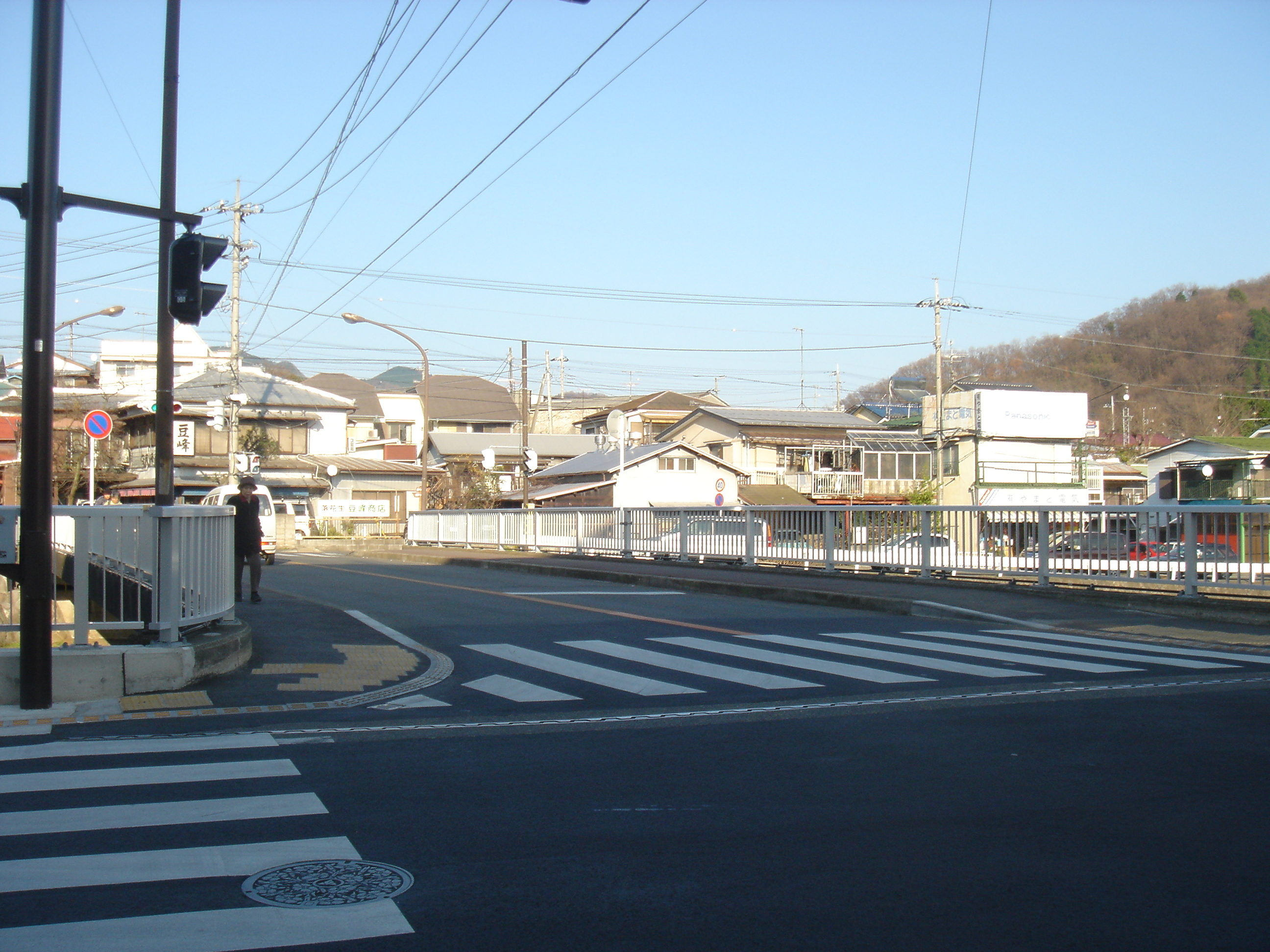
常盤橋
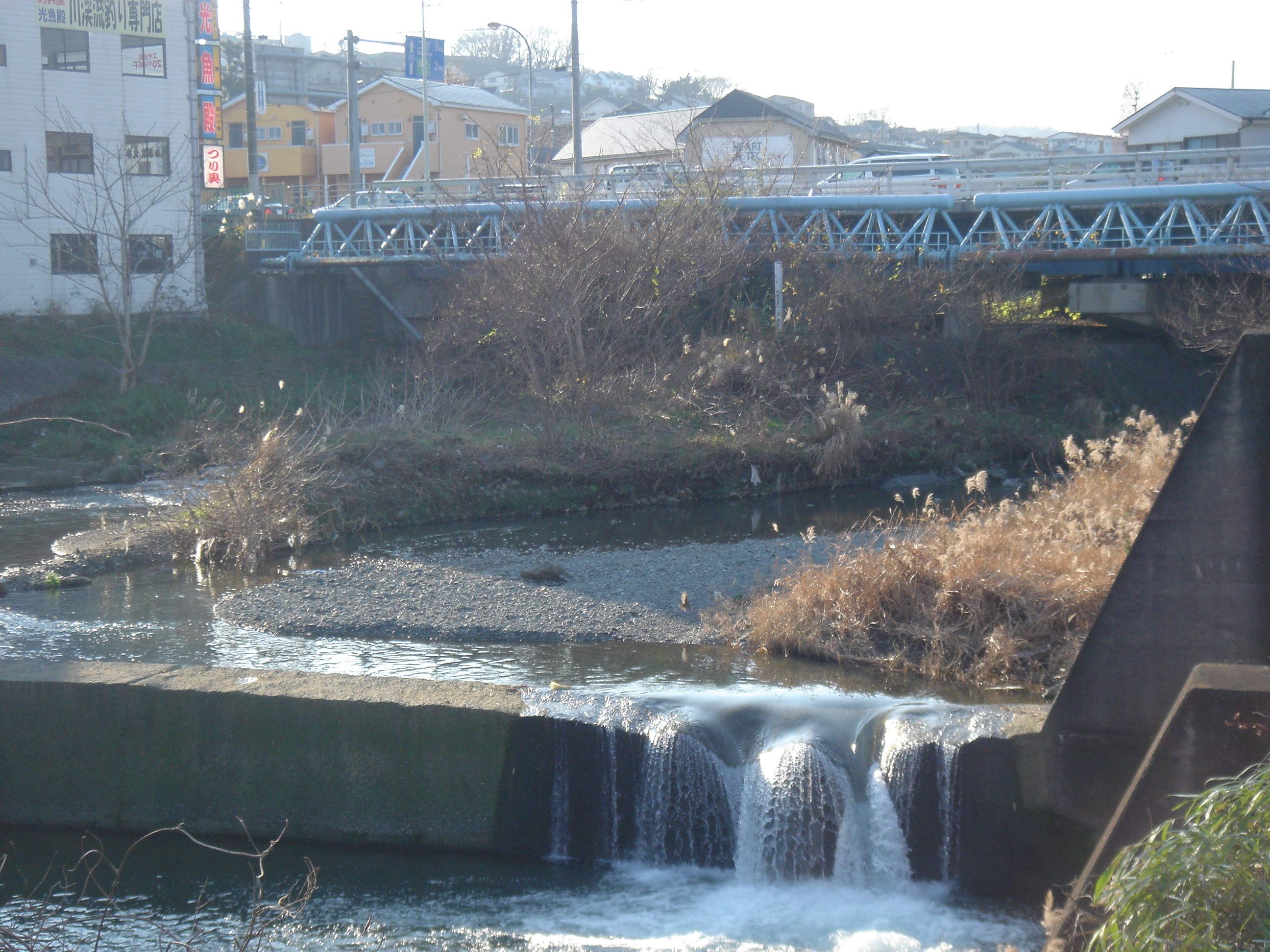
新常盤橋(県道71号・62号)